# توغريت (المهرة)

تعديل مصدري - تعديل

توغريت هي إحدى قرى مديرية حات التابعة لمحافظة المهرة، بلغ تعداد سكانها 74 نسمة حسب تعداد اليمن لعام 2004.